# Cremastocheilus planatus
Cremastocheilus planatus är en skalbaggsart som beskrevs av Leconte 1863. Cremastocheilus planatus ingår i släktet Cremastocheilus och familjen Cetoniidae. Inga underarter finns listade i Catalogue of Life.